# Hexatoma (Eriocera) fumidipennis
Hexatoma (Eriocera) fumidipennis is een tweevleugelige uit de familie steltmuggen (Limoniidae). De soort komt voor in het Palearctisch gebied.